# Župnija Radlje ob Dravi
Župnija Radlje ob Dravi je rimskokatoliška teritorialna župnija dekanije Radlje-Vuzenica koroškega naddekanata, ki je del nadškofije Maribor.

## Sakralni objekti
- Cerkev sv. Mihaela, Radlje ob Dravi (župnijska cerkev)
- Cerkev sv. Treh Kraljev, Sveti Trije Kralji
- Cerkev sv. Martina, Spodnja Vižinga
- Cerkev sv. Janeza Nepomuka, Šent Janž
- Cerkev sv. Ilja, Zgornja Vižinga